# Élton Rodrigues Brandão
Élton Rodrigues Brandão (født 1. august 1985) er en brasiliansk fodboldspiller.